# 기업 콘텐츠 관리
기업 콘텐츠 관리(Enterprise Content Management; ECM)는 조직 내의 처리 업무에 관한 콘텐츠나 문서를 보관·전달·관리에 이용하는 기술이다.

## 정의
기업 콘텐츠 관리의 정의는, 2000년에 기업 콘텐츠 관리의 국제적인 기관인 AIIM 인터내셔널(Association for Information and Image Management)로 처음 정해졌으며, 이후 몇차례 수정된 바 있다.
2005년 가을에,AIIM가 정의한 ECM:
기업 콘텐츠 관리는 조직내의 처리 업무에 관한 콘텐츠나 문서를 보존, 보관, 전달하는 데에 이용하는 기술이다.

2006년의 겨울에,AIIM가 ECM의 정의에 추가한 문장:
ECM의 도구와 방식은, 조직 내의 비구조화 정보가 어디에 보관되어 있더라도 관리할 수 있는 것이다.

이 새로운 ECM, 기업 콘텐츠 관리라고 하는 용어는, 기록 문서 관리와 문서 관리로 해결되어 온 문제의 영역을 포함하는 것을 나타내고 있다.또, 종래의 매체로부터 디지털에 혹은 디지털로부터 종래의 매체에의 변환이라고 하는 문제(예를 들면, 종이나 마이크로필름 등을 들 수 있어 물리적인 파일 보관과 인출 방식으로 컴퓨터를 사용한 구조)의 영역도 포함하고 있다. 최종적으로 ECM는 새로운 문제의 영역과 인지되어 기록 문서의 보관이나 감사 증적, 지식 공유, 콘텐츠의 개인으로의 이용이나 표준화 등의 비즈니스 프로세스의 과제를 해결하는, (전자적인) 콘텐츠 관리의 기술과 방식을 나타내는 것으로서 사용되고 있다.

## 특징
콘텐츠 관리 시스템은 기업 콘텐츠 관리, 웹 콘텐츠 관리(WCM), 콘텐츠 전달이나 디지털 자산관리를 포함한 많은 측면을 가지고 있다. 기업 콘텐츠 관리는, 구상, 방식, 새로운 업계이기도 하지만, 그 만큼으로 완결한 시스템이나 그외와 구별된 제품은 아니다. 따라서, DRT(문서 관련 기술, Document Related Technologies)나 DLM(문서 라이프 사이클 관리, 문서 생명주기 관리)와 같이, ECM는 폭넓은 영역의 기술이나 벤더를 포함한 말의 하나로서 파악되고 있다.
ECM와 WCM라고 하는 두 개가 다른 애플리케이션 정의의 차이는, 제품과 기술적인 기반인지 아니면 사용법의 모델인지 하는 점이다. 다만 현재의 이러한 시스템 분류가 계속되지는 않을 것이다. 현재의 조직 내에서만 사용되고 있는 솔루션이 머지않아 파트너나 고객에게도 적용될 것이기 때문이다. 또, 현재 대외용 웹 포털의 콘텐츠나 구조가 조직 내 정보시스템의 기반이 될 수 있다. ComputerWoche의 기사에서 Ulrich Kampffmeyer는, 웹 콘텐츠 관리의 솔루션과 다른 기업 콘텐츠 관리의 세 개의 열쇠가 되는 이점에 대해 역설했다.
통합 미들웨어로서의 기업 콘텐츠 관리
ECM은 종래의 수직적인 관계의 애플리케이션과, 고립된 구조라는 제한을 타개하기 위해서 사용되고 있다. 이용자는 기본적으로 ECM 솔루션을 사용하고 있다는 점을 인식하고 있지 않다. 종래의 호스트에 시작해 클라이언트-서버형 시스템 다음의, 제 3의 웹 베이스가 새로운 정보 기반이라는 필수품을 ECM는 제공하고 있다. 그 결과, EAI(Enterprise Application Integration)나SOA(Service Oriented Architecture)는 ECM를 실현하기 위한 중요한 역할을 담당하고 있다.
독립한 서비스로서의 기업 콘텐츠 관리 콤포넌트
ECM는 정보의 출처나 이용 목적에 의하지 않고 그 정보를 관리하기 위해서 사용되고 있다. 모든 종류의 애플리케이션에서 이용할 수 있도록 서비스 형식으로 그 기능이 제공되고 있다. 서비스 형식의 이점은, 모든 기능이 하나의 서비스로 이용할 수 있는 것에 의해서, 중복 투자, 관리가 어려운 여러 기능을 가지는 것을 피할 수 있는 점에 있다. 따라서, ECM의 실현에는 다른 서비스에 접속할 수 있는 표준적인 인터페이스가 중요해진다.
모든 형식의 정보가 하나의 저장소(repository)에 보관할 수 있는 기업 콘텐츠 관리
ECM은 일정한 구조로 하나의 저장소에 기업 내의 정보를 집약한다고 하는, 콘텐츠의 보관 장소(데이터의 보관 장소와 문서의 보관 장소의 양쪽 모두)로서 이용되어 중복에 의한 비용나 정보의 일관성에 관한 문제 등을 해소한다. 모든 애플리케이션이 사용한 콘텐츠를 하나의 저장소로 집약하고, 또 반대로 모든 애플리케이션에 정보를 제공한다. 따라서 ECM을 구축해 사용하려면 콘텐츠의 통합과 ILM(정보 생명주기 관리)가 중요하다.
기업 콘텐츠 관리는 실제로는 사용자에게 보이지 않는 형태로 사용했을 때에 유효하게 사용할 수 있다. ECM의 기술은 기초가 되는 구조이며, 전용 애플리케이션에 대해 하위 서비스로서 지지하는 기반이다. 따라서 ECM는 여러 계층의 모델에 적합하며 구조화된 자료와 비구조화된 자료를 함께 처리하여, 전달, 관리를 하는 기능을 갖춘 콤포넌트의 집합체이다. e-비즈니스 애플리케이션의 포괄적이고 필수적인 기초 콤포넌트의 하나라고 할 수 있다. 게다가 ECM는 모든 정보를 관리할 수 있는 것으로서 WCM나 공용 저장소(repository)에 요구되는 자료실(archive) 기능으로도 확장되고 있다.

## 같이 보기
- 콘텐츠 관리 시스템

## 참고 자료
- (영어/프랑스어/독일어) 기업 콘텐츠 관리(ECM), 울리히 캄프마이어. 2006년 함부르크, ISBN 978-3-936534-09-8 {{isbn}}의 변수 오류: 유효하지 않은 ISBN., PDF